# Lundbergs konditori

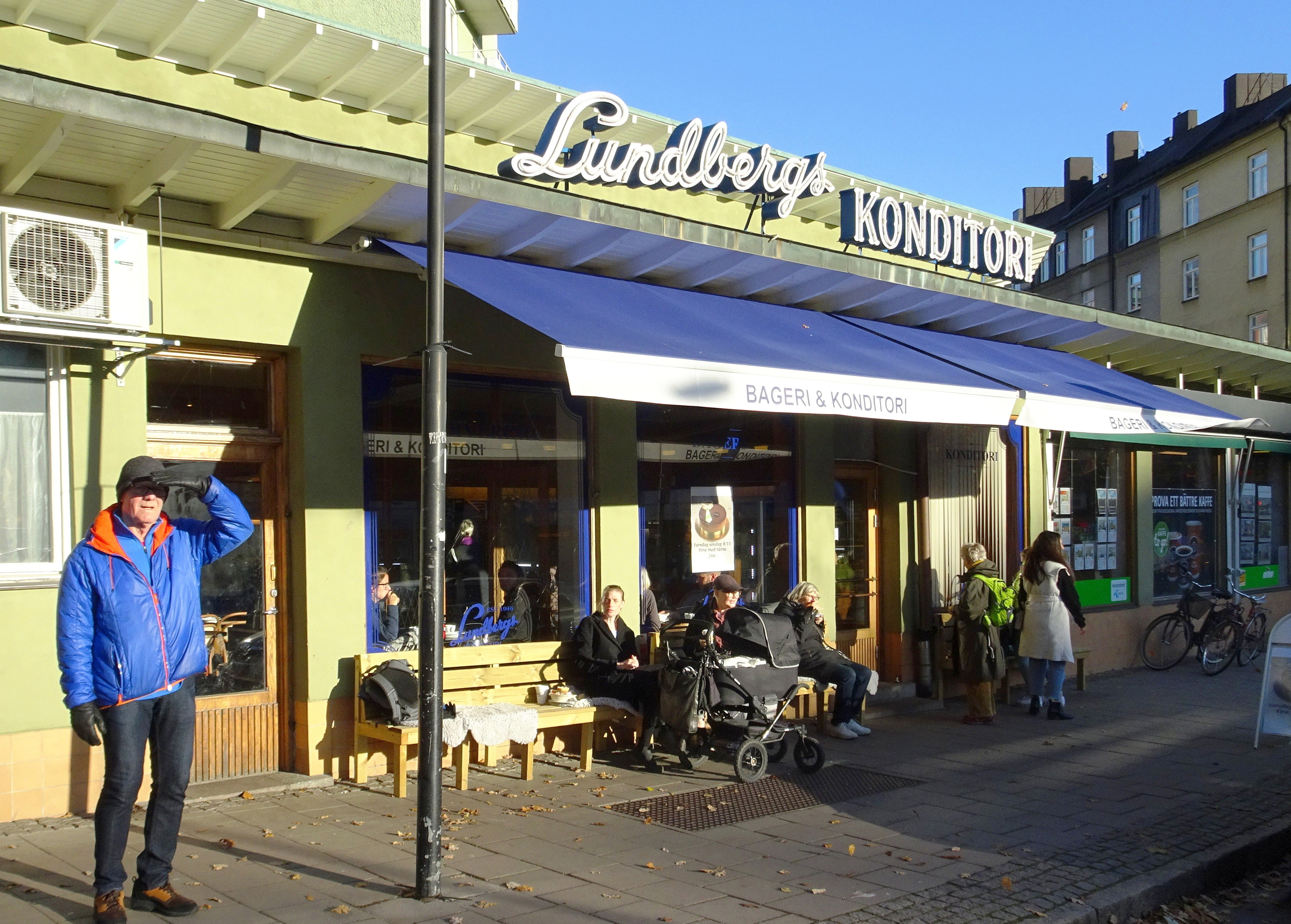
Lundbergs konditori, november 2020.

Lundbergs konditori är ett anrikt konditori i hörnet Gröndalsvägen 44 / Sjöbjörnsvägen 2 i stadsdelen Gröndal i södra Stockholm. Verksamheten började 1946 under samma namn och finns fortfarande i samma lokaler.

## Historik

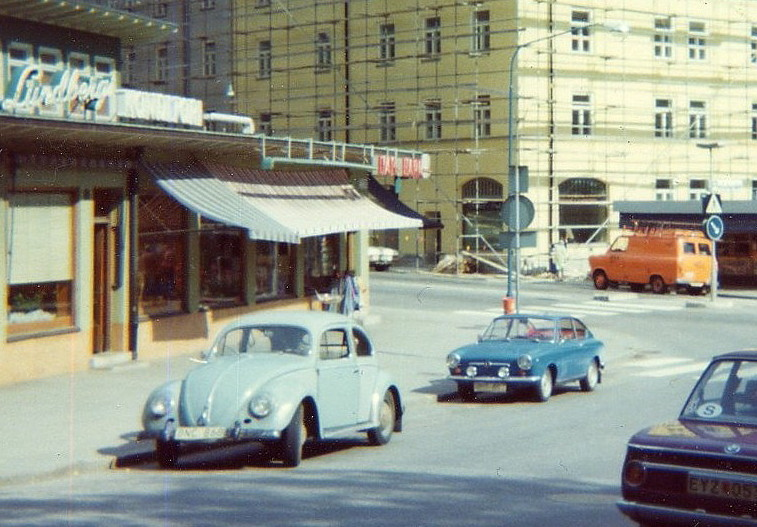
Lundbergs konditori på 1970-talet.

Lundbergs konditori inryms i den V-formade hörnbyggnaden som tillhör det stora bostadskomplexet vilket 1946 ritades av arkitekterna Backström & Reinius och uppfördes av byggmästaren Olle Engkvist. I den så kallade markbyggnaden mot Sjöbjörnsvägen / Gröndalsvägen med fastighetsbeteckningen Akterspegelen 19 inrättades en postlokal, en konfektionsbutik och ett konditori. Ovanför reser sig Gröndals välkända stjärnhus. Fastigheten är blåmärkt av Stadsmuseet i Stockholm, vilket innebär att de bedöms ha "synnerligen höga kulturhistoriska värden".
År 1946 grundades Lundbergs konditori av den från Skåne härstammande konditorn Kurt Lundberg (född 1907) som tidigare varit konditor vid Oscar Bergs Konditori i Stockholm. Samma år flyttada man in i den av Backström & Reinius ritade lokalen. Kurt Lundberg drev verksamheten fram till 1972 och därefter tillträdde flera andra ägare. Kurt Lundberg avled 1989 och fann sin sista vila i minneslunden på Skogskyrkogården.
Sedan 2013 innehas Lundbergs konditori av Per Klein och Mattias Wallmark. Interiören är i stort sett oförändrad sedan starten och präglas av välbevarad inredning från 1940-talet. På kvällen lyser den klassiska neonskriften i blå färg över entrén.

## Bilder

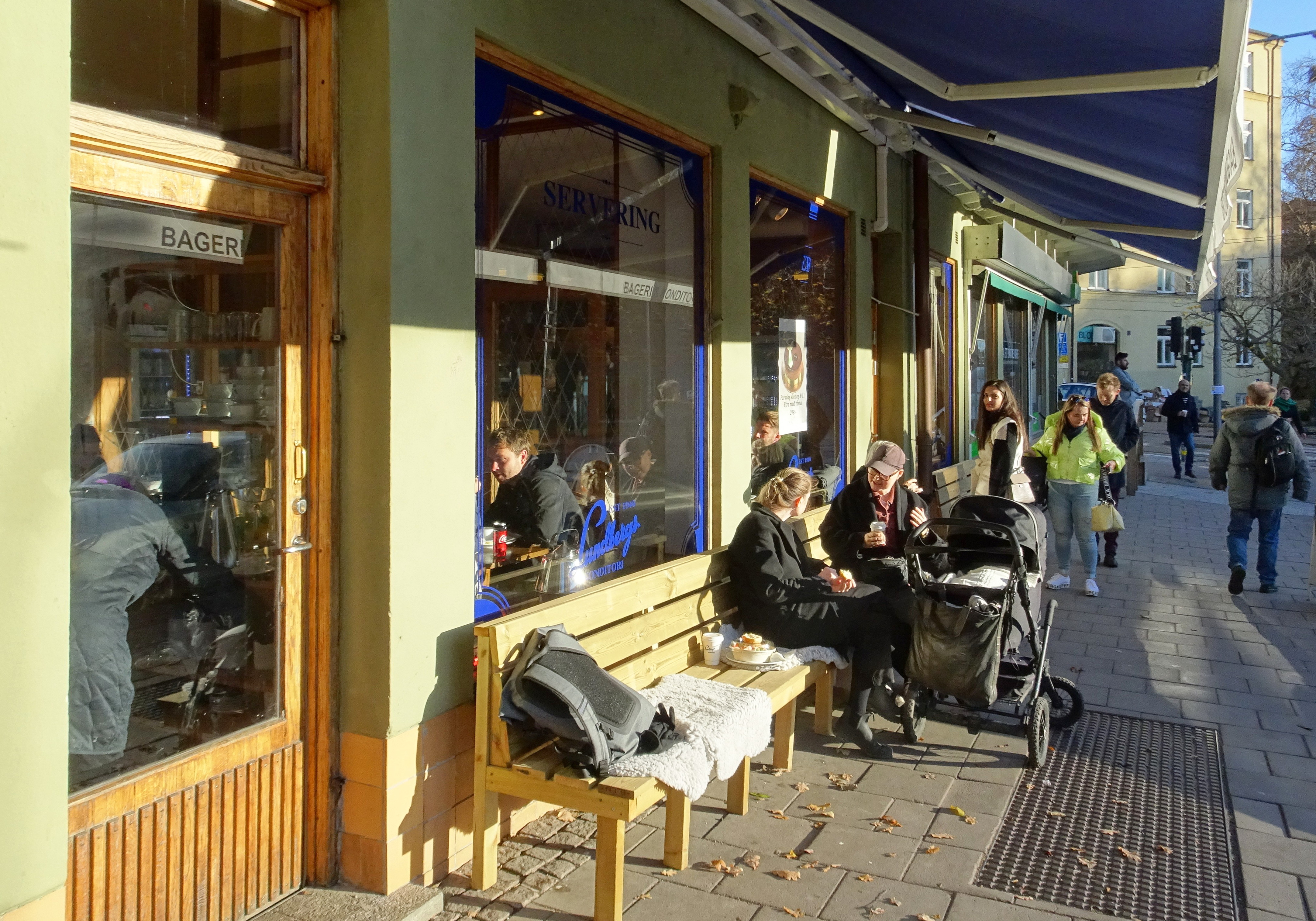
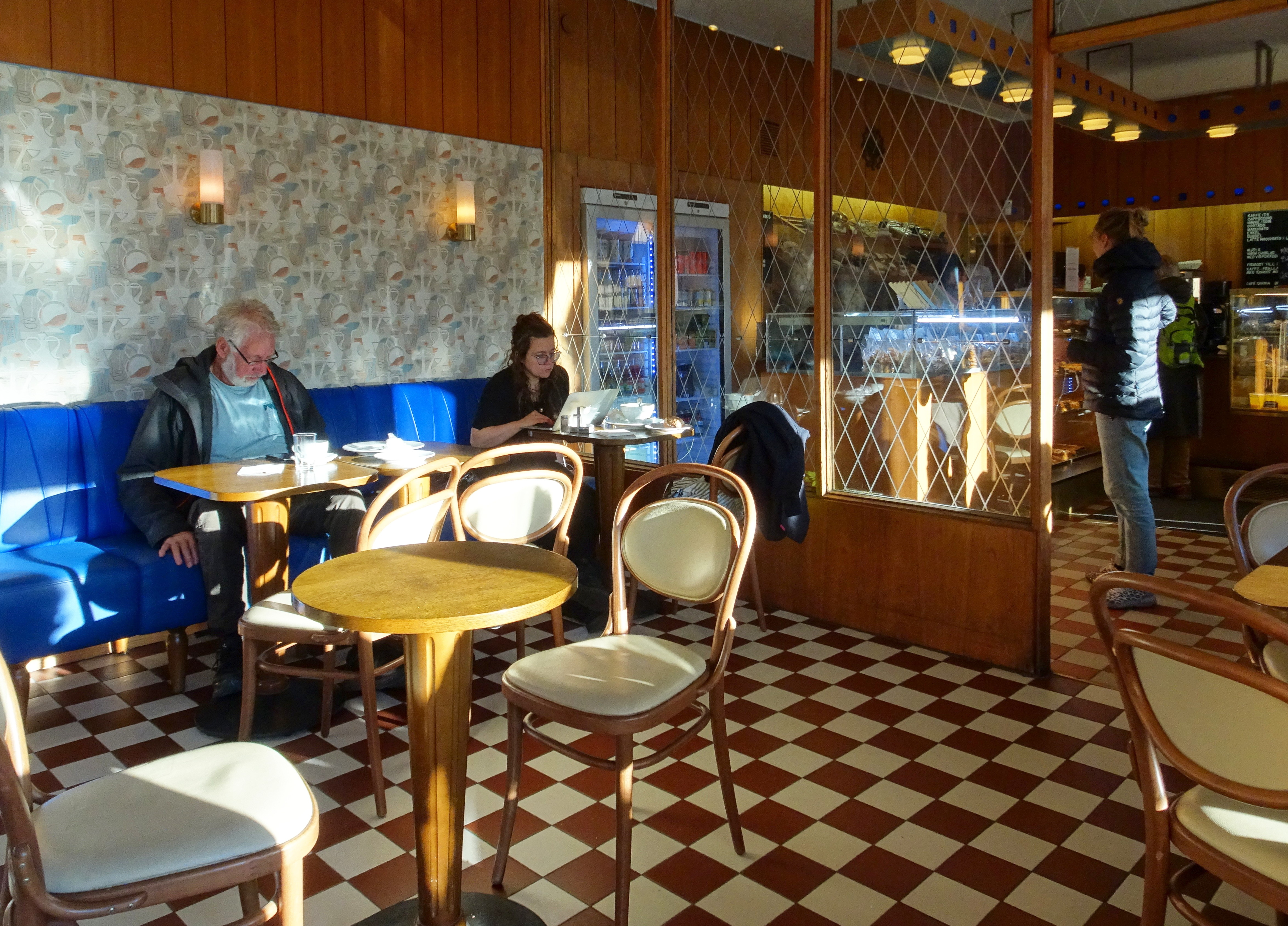
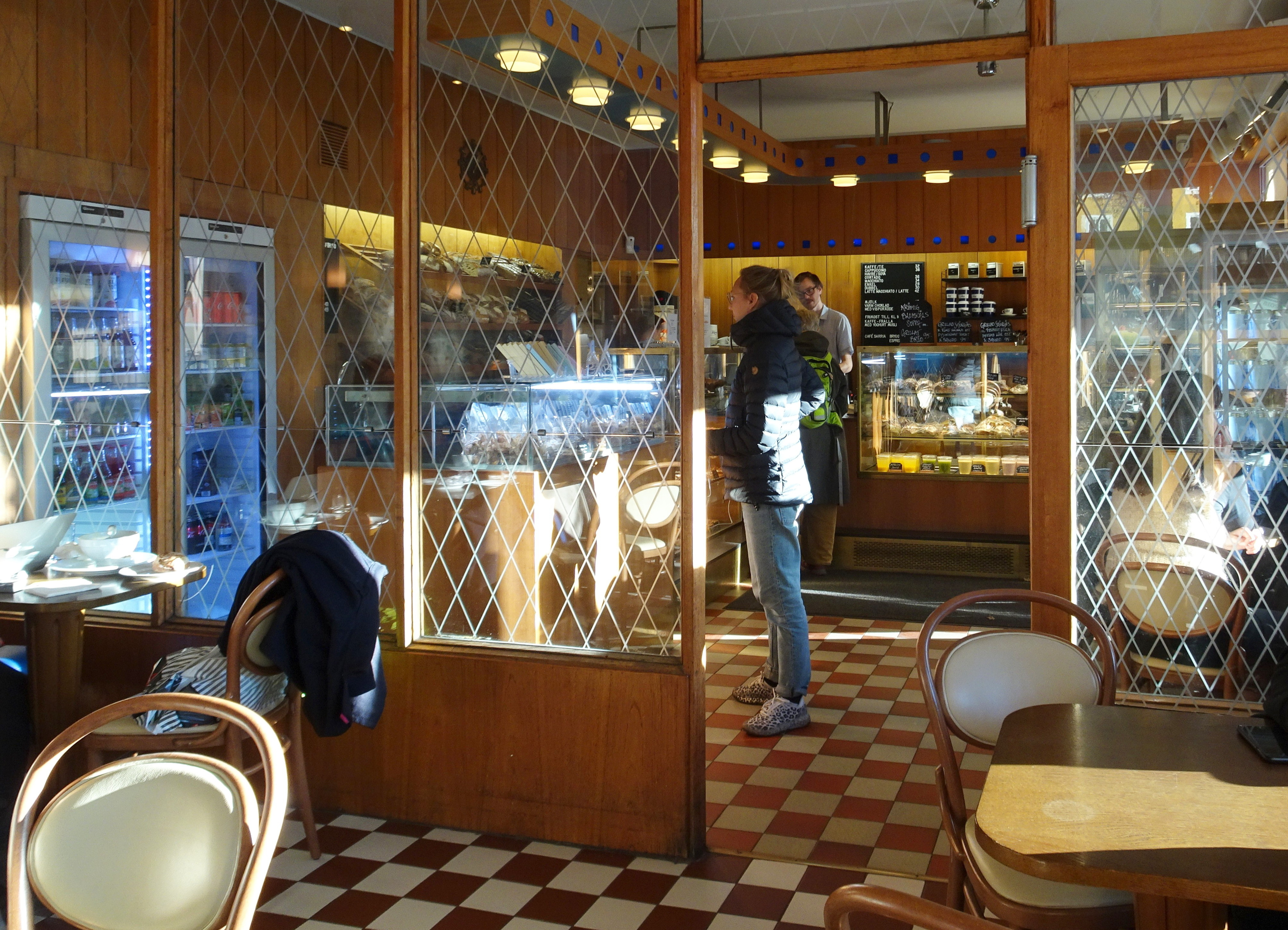
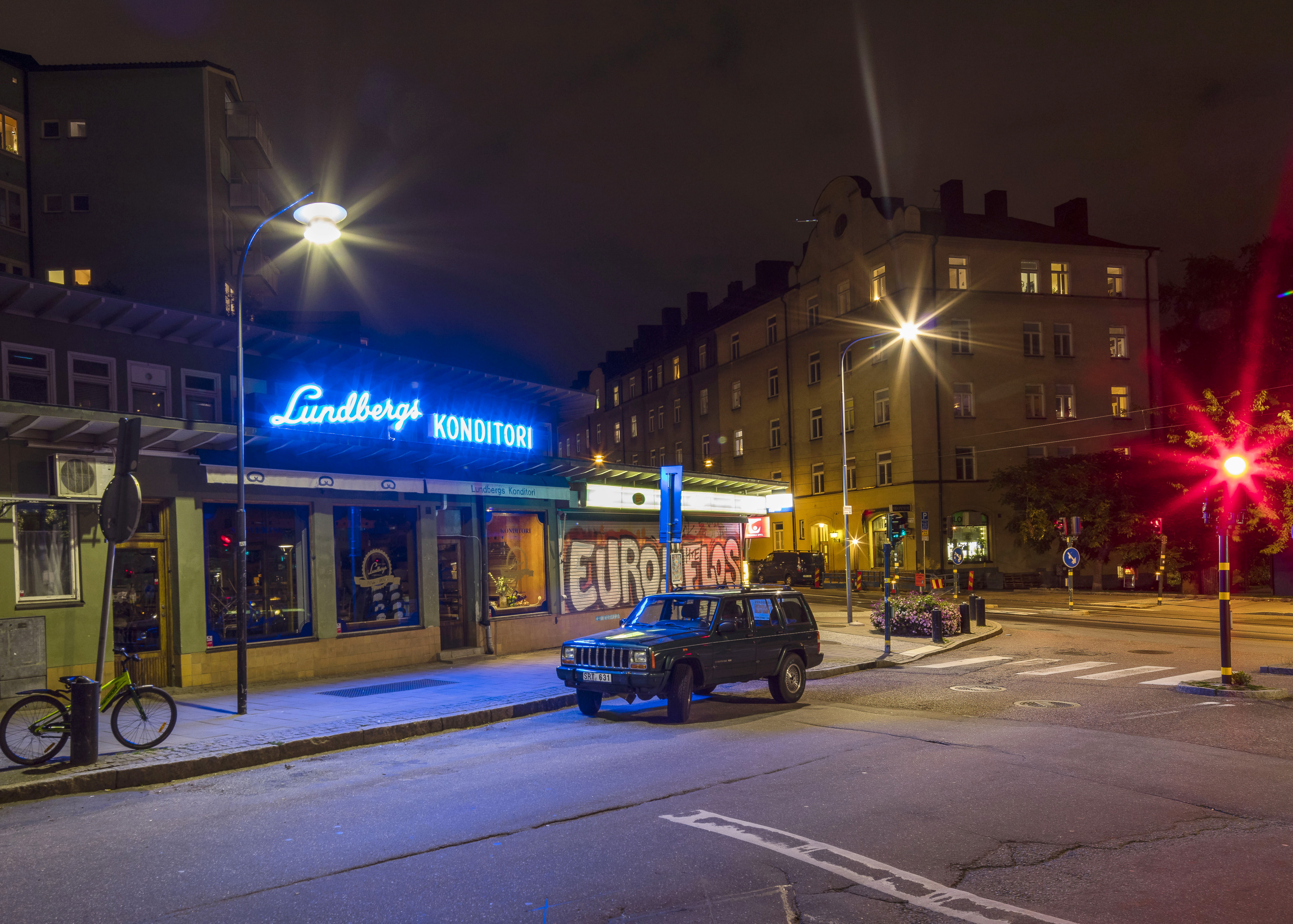